# Nationaal Park L'Entre-Sambre-et-Meuse
Het Nationaal Park L'Entre-Sambre-et-Meuse (Frans: Parc national de L'Entre-Sambre-et-Meuse) is een nationaal park in de Belgische provincies Namen en Henegouwen dat in 2022 werd opgericht. Het park strekt zich uit over 22 129 hectare in de gemeentes Viroinval, Couvin, Chimay, Froidchapelle en Momignies. Het nationaal park omvat moerassen en het meer van Virelles in de Fagne, het kalkmassief van de Calestienne (met de Fondry des Chiens) en bossen in een deel van de Ardennen (Woud van Chimay).